# Ханчжи
Ханчжи́ или ханджи (ханча 韓紙, хангыль: 문화어; корейская бумага или традиционная бумага) — древняя корейская бумага высокого качества. Изготавливалась из коры тутового дерева.

## История
Точная дата изобретения ханчжи неизвестна, но предполагается, что технология изготовления бумаги была перенята от Цай Луня и усовершенствована и закреплена в период трёх государств. В 1931 году на кладбище в уезде Накран был обнаружен фрагмент ханчжи[значимость факта?]. В 593 году метод изготовления ханчжи был представлен в Когурё, а в 610 году буддийский священник из Когурё Дончо продемонстрировал в Японии методы её изготовления и нанесения на ханчжи чернил.
Термин «ханчжи» был придуман[кем?], чтобы отличить традиционную бумагу от бумаги «западного типа», которая появилась в конце периода Чосон. Примерно в 704 году появилась на свет  Великая сутра Дхарани, старейшая в мире печатная сутра[значимость факта?]. В Китае бумага государства Силла называлась «керимджи». Со времён Корё её репутация была настолько высока[где?], что даже китайцы признали «корёджи» (ханчжи) лучшей бумагой, а Сон Воль[уточнить] из империи Сун писал в «Керим Юса», что бумага Корё была настолько сверкающей и блестящей, что её можно было назвать завораживающей[уточнить].
Также во времена Корё были созданы «Трипитака Кореана» и «Чикчи». В эпоху Чосон, начиная с вана Тхэджона, было основано государственное предприятие по производстве бумаги «Чочжисо», которое занималось закупкой сырья, стандартизацией бумаги и улучшением её качества.
Импорт западных технологий практически остановил производство корейской бумаги ханчжи. В наше время многие характеристики ханчжи привлекают внимание[чьё?], и её в основном используют для особых случаев. Ханчжи хорошо впитывает краску, её используют при рисовании каллиграфии или восточных картин. Её также используют для новогодних поздравительных открыток, почтовой бумаги и конвертов, а также в качестве обёрточной бумаги. В последнее время[когда?] производство ханчжи возродилось как традиционное ремесло. Показательным примером этого является создание бумажной куклы из ханчжи.

## Метод изготовления
Основным сырьем для ханчжи являются кора дерева Брусонетии бумажной (шелковицы) и гибискус маниоковый, а метод создания ханчжи немного различается в зависимости от времени и места изготовления, но обычно идёт в следующем порядке:
1. Сначала срубают пригодную для изготовления ханчжи дерево (шелковицу) и обдают её паром.
2. Затем с дерева снимают кору и высушивают её. Это называется «хыкпхи».
3. Около 10 часов хыкпхи замачивают в проточной воде, чтобы получить полотно белого цвета под названием «пэкпхи».
4. Затем воду смешивают с золой и варят в ней пэкпхи в течение 4-5 часов.
5. Далее пэкпхи отбивают. Этот процесс называется «гохэ».
6. Шелковицу смешивают с экстрактом гибискуса, и растворяют в ней пэкпхи.
7. Получившуюся бумагу раскатывают ногами.
8. Из бумаги удаляют влагу и оставляют сохнуть.
9. Различные неровности разглаживают с помощью киянки.

Используя природные материалы: воду, огонь, золу, раствор гибискуса и т. д., а также гармонично сочетая их, создают бумагу, которая, не повреждая волокна жёсткого дерева[уточнить], имеет небольшую толщину, высокую прочность и хорошую сохранность. Считается, что шелковица подвергается 99 этапам обработки — её срубают, обдают паром, варят, высушивают, очищают, снова варят, отбивают, смешивают, раскатывают, высушивают, для того, чтобы на сотый раз она уже перешла в руки людям. Поэтому ханчжи также называют пэкчхи — «бумага ста». В современном мире для регулирования себестоимости производства и оптимизации процесса изготовления ханчжи вместо коры шелковицы используется импортированная из Юго-Восточной Азии целлюлоза, а гибискус заменяется пальмовым маслом.

## Употребление
Ранее различные характеристики ханчжи использовали для изготовления различных предметов быта. Ханчжи прикрепляли к стенам комнат для защиты от ветра и холода, а также использовали для оклейки дверей и окон, чтобы сделать помещение более тёплым. При этом ханчжи пропускает мягкий солнечный свет и помогает регулировать влажность в помещении. Благодаря лёгкости и прочности ханчжи её использовали при изготовлении вееров. На основу веера приклеивали ханчжи, а на ханчжи уже рисовали изображение. Также ханчжи употребляли, накладывая несколько слоёв друг на друга, для изготовления бытовых предметов, таких как шкатулка для шитья или пенал. Когда несколько слоёв ханчжи накладываются и покрываются лаком, они становятся твёрдыми и жёсткими, как кожа, и превращаются в предметы обихода, такие как чаши, или боевые доспехи.  Как следует из поговорки «Бумага служит тысячу лет, а шёлк — пятьсот лет»[уточнить], написанной государственным служащим Шин Ви в конце эпохи Чосон, ханчжи обладает превосходной сохранностью и долговечностью благодаря особенностям её изготовления. Старейшая в мире печатная Великая сутра Дхарани периода Силла, а также написанная чернилами на хачнжи сутра «Тэбанггванбу Аватамсака»[уточнить] считаются [кем?] реликвиями, доказывающими превосходство корейской бумаги, которая может не терять свою пригодность в течение тысячи лет[уточнить].
Ханчжи используется и в современном корейском искусстве.

## Разновидности
Ханчжи можно классифицировать на основе материала, назначения, цвета, размера и толщины. Типичные виды ханчжи следующие:
- Кочжончжи (Изготавливалась из овсяной соломы)
- Канчжи (Обычно использовалась при написании писем)
- Камчжи (Бумага, окрашенная в синий цвет красителем, например индиго)
- Соникчжи (Очень тонкая, как крылья стрекозы, бумага)
- Хванчжи (Бумага из северного плато Кореи)[уточнить]
- Тхэчжи (Бумага с добавлением спирогиры)

Кроме того, в зависимости от назначения ханчжи  можно разделить на бумагу для оклейки окон, копирования[уточнить], для письма и рисования картин и т. д..

## Мастера по производству ханчжи
Мастера по производству ханчжи вошли в «Список нематериального культурного наследия Кореи» под номером 117 в 2005 году. Первым современным мастером ханчжи стал родившийся в Йонъине в 1932 году Рю Хэн Ён. Он лично выращивал шелковицу и гибискус — основные компоненты ханчжи, и производил разнообразные виды ханчжи на основе своего многолетнего опыта. Стремясь улучшить качество ханчжи и опираясь на многолетний стаж, ему удалось накопить ценный личный опыт, такой, как, например, использование золы от сожжённых стеблей красного перца имеющих высокую щелочность, при кипячении шелковицы. Кроме того, в технологии расправления бумаги был сохранён традиционный метод однопрядной вязки[уточнить]. Особенно высокую оценку этот метод получил в производстве тонкой бумаги, цветной бумаги с использованием натуральных красителей, а также больших листов бумаги, называемой портретной.
В 2010 году обладателями титула мастера по производству ханчжи были удостоены Чан Ён Хун (род. 1937 г.), и Хон Чун Су (род. 1942, Имсиль), а в 2021 году — Ким Сам Сик (род. 1946, Мунгён), Шин Хён Се (род. 1947, Ыйрён), и Ан Чхи Ён (род. 1959, Квесан). Ан Чхи Ён был учеником Рю Хэн Ёна, первого получившего статус мастера ханчжи и скончавшегося в 2013 году. 